# Kodeń (village)
Pour les articles homonymes, voir Kodeń.
Kodeń (prononciation : [ˈkɔdɛɲ]) est un village polonais de la gmina de Kodeń dans le powiat de Biała Podlaska de la voïvodie de Lublin dans l'est de la Pologne.
Le village est le siège administratif (chef-lieu) de la gmina appelée gmina de Kodeń.
Il se situe à environ 37 kilomètres au sud-est de Biała Podlaska (siège du powiat) et 102 kilomètres au nord-est de Lublin (capitale de la voïvodie).
Le village comptait approximativement une population de 1 852 habitants en 2013.

## Histoire
De 1975 à 1998, le village est attaché administrativement à la voïvodie de Biała Podlaska.

Depuis 1999, il fait partie de la voïvodie de Lublin.